# المراجنة (الرضمة)

تعديل مصدري - تعديل

المراجنة محلة تابعة لقرية ذرو، التابعة لعزلة كحلان بمديرية الرضمة إحدى مديريات محافظة إب في الجمهورية اليمنية.، بلغ تعداد سكانها 74 حسب تعداد اليمن لعام 2004.